# إسبانيا في الألعاب البارالمبية الشتوية 1998
شارك إسبانيا في دورة الألعاب البارالمبية الشتوية 1998، التي أقيمت في ناغانو باليابان، في الفترة الممتدة من 5 مارس حتى 14 مارس.
حصد إسبانيا 8 ميداليات ذهبية في هذه الدورة محتلاً المرتبة 7 في الترتيب النهائي بين 32 دولة مشاركة.

## قائمة الميداليات
| الميدالية | الرياضي / الرياضية        | المنافسة                      | المسابقة                       |
| ذهبية     | ماغدا أمو ريوس            | التزلج على المنحدرات الجليدية | التزلج على منحدر B1-3 - سيدات  |
| ذهبية     | ماغدا أمو ريوس            | التزلج على المنحدرات الجليدية | تزلج المضمار الطويل B2 - سيدات |
| ذهبية     | ماغدا أمو ريوس            | التزلج على المنحدرات الجليدية | سباق التعرج B2 - سيدات         |
| ذهبية     | ماغدا أمو ريوس            | التزلج على المنحدرات الجليدية | سباق التعرج العملاق B2 - سيدات |
| ذهبية     | إريك فيالون فوينتيس       | التزلج على المنحدرات الجليدية | تزلج المضمار الطويل B2 - رجال  |
| ذهبية     | إريك فيالون فوينتيس       | التزلج على المنحدرات الجليدية | سباق التعرج B2 - رجال          |
| ذهبية     | إريك فيالون فوينتيس       | التزلج على المنحدرات الجليدية | سباق التعرج العملاق B2 - رجال  |
| ذهبية     | خوان كارلوس مولينا ميرلوس | التزلج على المنحدرات الجليدية | التزلج على منحدر B1-3 - رجال   |